# Laura Novelle López
Laura Novelle López, más conocida como Laura Novelle (Carballino, 1978) es una investigadora, documentalista, bibliotecaria y escritora gallega.
Licenciada en Historia y con un postgrado en Gestión documental por la Universidad Jaume I, ha disfrutado de varias becas de investigación académica y participado durante 11 años en proyectos universitarios de investigación financiados con fondos públicos. Posteriormente, ha trabajado como docente en los diversos campus de la Universidad de Vigo (UVigo), y en tareas técnicas en las bibliotecas públicas de la Red de Bibliotecas Públicas de la Junta de Galicia y en bibliotecas privadas. 
Sus líneas de investigación se centran en la Historia Contemporánea de España y de Galicia, con especial interés en el siglo XX, la IIª República, el franquismo y la Historia del Tiempo Presente. Además, ha participado en numerosos congresos y publicado una quincena de artículos científicos sobre estos períodos históricos. Al combinar en su perfil profesional la biblioteconomía y la docencia, también le preocupa el plagio y el uso responsable de la información. Desde su blog Docendo Discitur promueve la divulgación científica para apoyar la formación inicial de investigadores y estudiantes en aspectos de escritura científica y Alfabetización Informacional. En esta vertiente profesional, ha publicado varios libros como Sobrevivir al trabajo final de grado en Humanidades y Ciencias Sociales. Todo lo que necesitas saber, o De la arcilla al ebook: Historia del libro y las bibliotecas, que ya cuenta con una segunda edición actualizada. 
Novelle sufre Síndrome de Little, un tipo de encefalopatía dentro del espectro de la parálisis cerebral que le acompaña desde el nacimiento y reduce mucho su movilidad. Esta circunstancia ha estimulado su gusto por la escritura y las actividades intelectuales, tal y como ha contado ella misma en alguna entrevista. Parte de su historia de vida aparece recogida en su libro autoeditado 39 escalones con vistas al mar Ella misma dice en su blog: "Tengo una especie de parálisis cerebral, pero no tengo una mente paralizada". Se resiste a que su característica de persona con discapacidad absorba toda su identidad y esconda muchas otras habilidades.
En las elecciones municipales españolas de 2019 formó parte de la candidatura del Bloque Nacionalista Galego (BNG) de Puebla del Caramiñal, ubicada en el tercer lugar de la lista.
En 2021 debutó en el mundo de la ficción con la novela Cuando me digas te quiero  que ella define como una historia de amor atípica. Acostumbra a mezclar géneros en sus novelas, como sucede en Todo lo que he callado (2023) y su continuación, Los malabaristas del silencio (2024), ambas historias románticas con toques de thriller y novela histórica.Ella misma ha expresado que su faceta de novelista le sirve de expresión creativa, pero también como herramienta de superar las limitaciones que le impone su discapacidad.

## Premios
Su relato corto Castigo divino, fue seleccionado en el certamen Historias no Camiño, para formar parte del volumen ilustrado homónimo editado por Editorial Elvira con motivo del Año Xacobeo 21-22.
Otro de sus relatos, titulado Me alegro de verte aparece entre los 25 mejores seleccionados por el jurado del II Concurso de Relatos Cortos Café Central Madrid (2024).